# Mpi
Mpi, malena etnička grupa čiji pripadnici danas žive tek u dva sela u sjevernom Tajlandu, to su Ban Dong u provinciji Phrae i Ban Sakoen u provinciji Nan. Prema njihovom kazivanju oni su porijeklom iz Yunnana u Kini odakle su izbjegli prije nekih 250 do 300 godina i naselili se u Laosu, a otuda u Tajland.
Mpi su u Tajlandu dijelom prihvatili tajski jezik, a mnoga djeca danas više ne govore materinsakim jezikom; 900 govornika (2000 D. Bradley) od 1,200 etničkih Mpia (2000 D. Bradley).
Mpi su uzgajivači poglavito riže a znatan dio snašao ih se i u gradu gdje su neki dospjeli i na više položaje. Po vjeri su budisti. Jezi pripada tibetsko-burmanskoj porodici.